# (961) Gunnie
(961) Gunnie és un asteroide del cinturó principal descobert per l'astrònom Karl Wilhelm Reinmuth en 1921 des de l'observatori de Heidelberg-Königstuhl, Alemanya.
Deu el nom a una de les filles de l'astrònom suec Bror Asplind.
S'estima que té un diàmetre de 37,82 ± 0,9 km. La seva distància mínima d'intersecció de l'òrbita terrestre és d'1,45959 ua. El seu TJ és de 3,338.
Té una variació de lluentor de 11,4 de magnitud absoluta.